# The Croods: A New Age
The Croods: A New Age (Nederlands: De Croods 2: Een nieuw begin) is een Amerikaanse komische computergeanimeerde avonturenfilm uit 2020, geregisseerd door Joel Crawford en geproduceerd door DreamWorks Animation en gedistribueerd door Universal Pictures. De film is het vervolg op The Croods uit 2013.

## Verhaal
Na het einde van de wereld en allerlei gevaren en rampen te hebben overleefd, zoekt 's werelds eerste prehistorische familie naar een nieuwe plek om te wonen. Tegen alle verwachtingen in ontmoeten de laatsten echter een andere familie, de familie Betterman. Deze laatsten staan op evolutionaire schaal ver boven de Croods en terwijl de Bettermans de Croods met vreugde en goed humeur begroeten, zal de schok van de levenswijze van de twee families hen met nieuwe gevaren confronteren, waaraan zij hun verschillen zullen moeten bedwingen om elkaar te helpen.

## Stemverdeling
| Personage      | Engelse stem     | Nederlandse stem         |
| -------------- | ---------------- | ------------------------ |
| Grug Crood     | Nicolas Cage     | Matteo van der Grijn     |
| Eep Crood      | Emma Stone       | Saar Koningsberger (Iep) |
| Guy            | Ryan Reynolds    | Waldemar Torenstra       |
| Ugga Crood     | Catherine Keener | Sanne Wallis de Vries    |
| Gran           | Cloris Leachman  | Paula Majoor (Oma)       |
| Thunk Crood    | Clark Duke       | Tim Knol                 |
| Hope Betterman | Leslie Mann      | Thekla Reuten            |
| Phil Betterman | Peter Dinklage   | Gijs Naber               |
| Dawn Betterman | Kelly Marie Tran | Emma Heesters (Lente)    |
| Sandy          | Kailey Crawford  | Daysha Ligeon            |
| Belt           | Chris Sanders    |                          |
| Sash           | James Ryan       |                          |

## Release en ontvangst
The Croods: A New Age ging op 25 november 2020 in de Verenigde Staten in première. De oorspronkelijke releasedatum stond gepland voor 3 november 2017, maar werd meerdere malen verschoven. In Nederland werd de film op 1 juli 2021 uitgebracht. 
Op Rotten Tomatoes heeft The Croods: A New Age een waarde van 77% en een gemiddelde score van 6,4/10, gebaseerd op 133 recensies. Op Metacritic heeft de film een gemiddelde score van 56/100, gebaseerd op 26 recensies.

## Prijzen en nominaties
De belangrijkste:
| Jaar | Prijs         | Categorie          | Genomineerde(n)    | Uitslag     |
| ---- | ------------- | ------------------ | ------------------ | ----------- |
| 2021 | Golden Globes | Beste animatiefilm | Beste animatiefilm | Genomineerd |